# Polisportiva Battipagliese
La Polisportiva Battipagliese A.S.D. è una società di pallacanestro maschile di Battipaglia (Salerno). Gioca al PalaZauli. Include la sezione femminile, la PB63 Lady, e varie formazioni giovanili.

## Storia
La squadra è stata fondata nel 1963 e inizialmente giocava nel cortile del Comune e nella palestra dell'avviamento professionale. Negli anni '70 partecipa al campionato di Serie D, e nel 1981-82 ottiene la promozione in C2 sotto la presidenza di Ciriaco Rago. Nel 1986 conquista la promozione in B2.
Con l'apertura del PalaZauli, negli anni ottanta e novanta accorrevano oltre mille persone alle partite casalinghe della squadra che avrebbe difeso per tre anni la Serie A2. La società maschile è stata allenata, fra gli altri, da Massimo Mangano e vi hanno giocato Gerald Glass, Sean Green, Darryl Johnson e Chris Jent. Battipaglia è stata esclusa dall'A2 a fine ottobre 1997, in seguito al comune accordo tra la Federazione e la dirigenza: la società infatti avrebbe voluto cedere il titolo a Rieti in estate, ma il diniego della FIP aveva costretto a giocare le prime sei partite con la formazione juniores. La squadra è stata ammessa quindi in Serie B d'Eccellenza.
Nel 2000 la famiglia Rossini acquisisce il titolo da Amalfi Basket: la Simer Battipaglia dopo due anni, nel 2002-2003, vince il campionato di Serie D con una sola gara persa. Nel 2005 la Polisportiva Battipagliese acquista il titolo di C1. Poi, nella stagione 2009-10 conquista la promozione in Serie B, ma è costretta a cedere il titolo a Napoli. Nel 2024-2025, la squadra è iscritta alla Divisione Regionale 1.